# 喧尼斯·鮑寧
喧尼斯·鮑寧（英語：Ernest Borgnine，1917年1月24日—2012年7月8日），老牌美國實力派演員，演藝生涯長達50多年，1950年代主演了不少電影，1960年代則在不少西部片中演出，事業後期的作品多是電視劇。曾因在電影《君子好逑》一片中的演出贏得BAFTA最佳外國男主角獎和奧斯卡金像獎及金球獎影帝，亦因在電視節目上的演出數次入圍艾美獎及金球獎。

## 外部連結
- 喧尼斯·鮑寧在互联网电影资料库（IMDb）上的資料（英文）
- 互聯網百老匯資料庫（IBDB）上喧尼斯·鮑寧的資料（英文）
- TCM电影资料库上喧尼斯·鮑寧的资料（英文）
- 在AllMovie上喧尼斯·鮑寧的頁面（英文）
- "Ciaran Meets The Stars"（页面存档备份，存于）
- Video interview with Ernest Borgnine from the Archive of American Television（页面存档备份，存于）